# Dezastrul din San Andreas
San Andreas este un film american de acțiune-aventură și dezastre, regizat de Brad Peyton după un scenariu de Allan Loeb, Carlton Cuse, Carey Hayes și Chad Hayes, bazat pe scenariul original de Jeremy Passmore și Andre Fabrizio. În rolurile principale sunt Dwayne Johnson, Kylie Minogue, Carla Gugino, Alexandra Daddario și Paul Giamatti.
Filmul a fost lansat în lumea întreagă în format 2D și 3D pe 29 mai 2015.

## Distribuție
- Dwayne Johnson în rolul lui Ray
- Alexandra Daddario în rolul lui Blake
- Carla Gugino în rolul lui Emma, fosta soție a lui Ray
- Colton Haynes în rolul lui Joby
- Morgan Griffin
- Art Parkinson
- Archie Panjabi
- Todd Williams
- Ioan Gruffudd în rolul lui Daniel Riddick
- Will Yun Lee
- Kylie Minogue în rolul lui Beth Riddick
- Paul Giamatti
- Vanessa Crisan as "the secundary teenager girl"